# Equites singulares
Die Equites singulares waren eine Reitertruppe im Römischen Reich, die als Garde des Kaisers, eines Statthalters oder auch eines Legionslegaten fungierte.
Die berittene kaiserliche Garde, equites singulares Augusti, ergänzte die aus Fußsoldaten bestehende Prätorianergarde. Gegründet wurde sie aus germanischen Leibwächtern unter den Flaviern, verstärkt unter Trajan und aufgelöst unter Konstantin nach der Schlacht an der Milvischen Brücke, bei der sie auf der Seite seines Widersachers Maxentius gekämpft hatte.
Die Ala bestand zunächst aus 16 turmae à 32 Mann und wurde von einem praefectus equitum kommandiert. Unter Diokletian wurde die Stärke von 512 auf 1.000 Mann erhöht. Die Soldaten stammten aus den Auxiliartruppen, wobei zunächst Germanen, seit Septimius Severus auch Pannonier und Daker bevorzugt wurden. Die übliche Dienstzeit betrug 25 Jahre. Mit Dienstantritt erhielten die Soldaten automatisch das Römische Bürgerrecht.
Die Reitereinheit war am Stadtrand von Rom in zwei Kasernen untergebracht. Die älteren Castra priora equitum singularium befanden sich auf dem Caelius, nahe der heutigen Via Tasso. Zwischen 193 und 197 wurden die Castra nova equitum singularium im Lateran bezogen. Dieses Gelände wurde nach der Auflösung der Einheit der Kirche zur Verfügung gestellt; dort wurde die Kirche San Giovanni in Laterano errichtet. Ein ähnliches Schicksal ereilte den Friedhof der Einheit am dritten Meilenstein der Via Labicana. Auch er wurde von der christlichen Umgangsbasilika Santi Marcellino e Pietro überbaut.
Neben den equites singulares Augusti in Rom gab es equites singulares auch in den Provinzen, wo sie die berittene Garde eines Statthalters oder eines Legionslegaten bildeten. Sie wurden aus bestehenden Reitereinheiten der Provinz rekrutiert und von einem Legionszenturio als praepositus kommandiert. Ein eques singularis diente oft nur zeitweise in dieser Funktion und kehrte danach in seine ursprüngliche Einheit zurück.